# ریتای ارمنستان
ریتای ارمنستان (انگلیسی: Rita of Armenia; زاده ۱۰/۱۱ ژانویه ۱۲۷۸ – درگذشته ژوئیه ۱۳۳۳) ملکه همسر امپراتوری بیزانس از دودمان هتومی بود. وی دختر شاه لوون سوم و ملکه کِران بود. وی با میخائیل نهم ازدواج نمود.